# Le Train des Plantations
| Museumseisenbahn in einer Bananenplantage |                          |                                     |                                     |
| |                          |                                     |                                     |
| Museumseisenbahn in einer Zuckerrohrplantage |                          |                                     |                                     |
| Streckenverlauf |                          |                                     |                                     |
| Streckenlänge: | 2,5 km                   |                                     |                                     |
| Spurweite: | 3 Fuß 10 Zoll = 1.168 mm |                                     |                                     |
| |                          |                                     |                                     |
| \| \| 0 \| Rum-Museum, Distillerie Saint James \| Rum-Museum, Distillerie Saint James \| \| \| \| Bailey-Brücke \| \| \| \| \| Bailey-Brücke \| \| \| \| 2,5 \| Bananen-Museum \| Bananen-Museum \| |                          |                                     |                                     |
| Kopfbahnhof Streckenanfang | 0                        | Rum-Museum, Distillerie Saint James | Rum-Museum, Distillerie Saint James |
| Brücke über Wasserlauf |                          | Bailey-Brücke                       | Bailey-Brücke                       |
| Brücke über Wasserlauf |                          | Bailey-Brücke                       | Bailey-Brücke                       |
| Kopfbahnhof Streckenende | 2,5                      | Bananen-Museum                      | Bananen-Museum                      |

Le Train des Plantations des Vereins Les Rails de la Canne à Sucre ist eine 2,5 km lange Museums-Schmalspurbahn in Sainte-Marie auf der Insel Martinique.

## Lage
Die Museumseisenbahn fährt vom Rum-Museum der Distillerie Saint James Sainte-Marie durch Zuckerrohr- und Bananenplantagen über zwei Bailey-Brücken zum 2,5 km südwestlich gelegenen Bananenmuseum. Die Strecke hat die ansonsten ungewöhnliche Spurweite der Usine Sainte-Marie (USM) von 3 Fuß 10 Zoll (1.168 mm).

## Lokomotiven

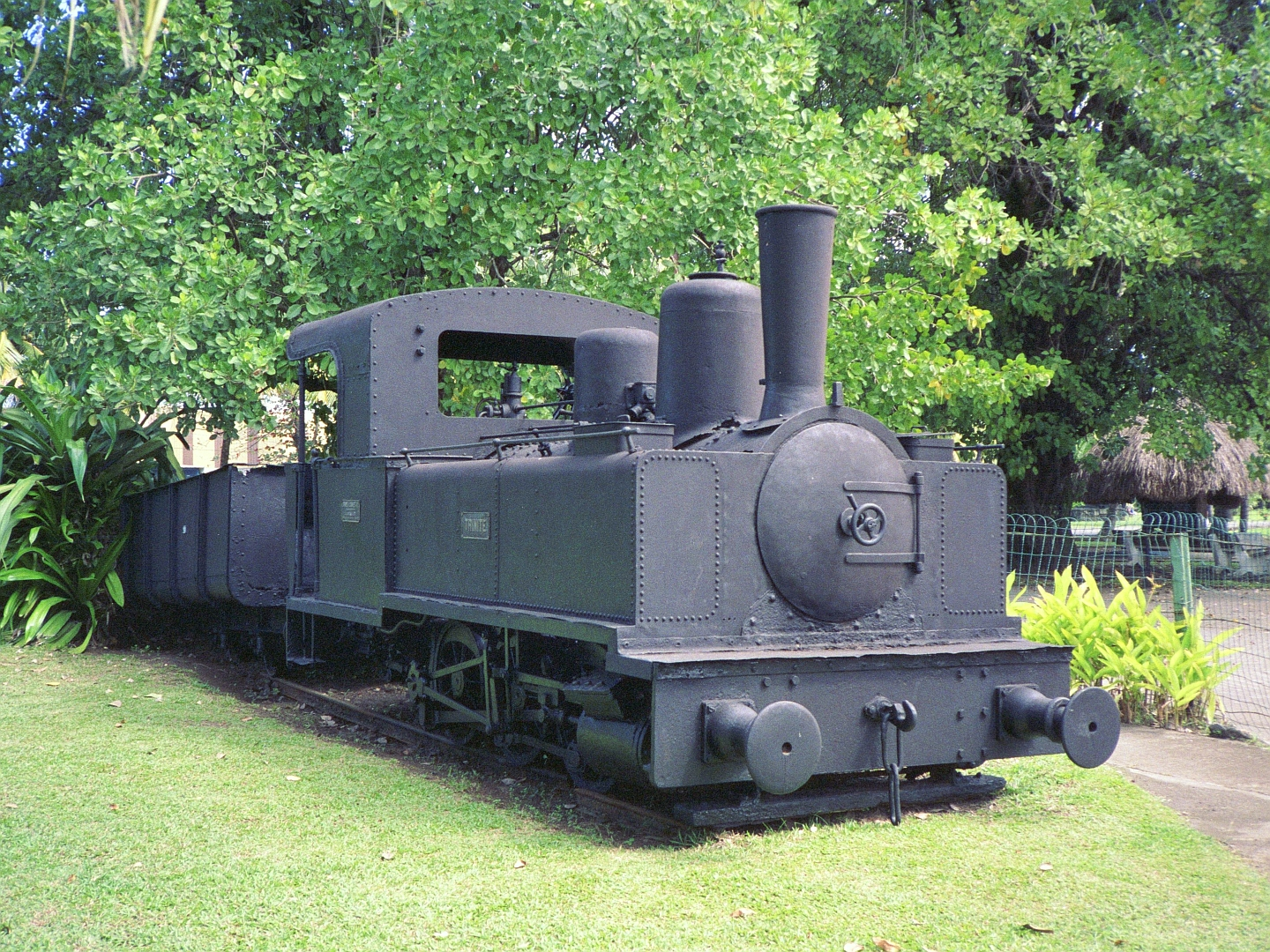
030-T-Corpet Dampflokomotive

Die Davenport-Diesellokomotive mit dem Namen Moïse, die mit einem 232-PS starken Deutz-Dieselmotor ausgestattet ist, wurde zusammen mit weiteren auf dem Bahngelände verwendeten Bauteilen in einer aufwendigen Bergungsaktion aus dem Bachbett des Rivière Cerise ausgegraben.
Eine dreiachsige Corpet-Dampflokomotive wird in gut renoviertem, aber nicht fahrbereitem Zustand ausgestellt.

## Betrieb
Die Bahn wird von einer Gruppe eisenbahnbegeisterter Rentner der RATP, SNCF, Polizei und Post werktags außer montags von 9:30 bis 13:30 für Ausflugsfahrten betrieben. Sie ist die einzige noch betriebene Eisenbahn auf der Insel.